# Fontanarosa
Fontanarosa é uma comuna italiana da região da Campania, província de Avellino, com cerca de 3.450 habitantes. Estende-se por uma área de 16 km², tendo uma densidade populacional de 216 hab/km². Faz fronteira com Gesualdo, Grottaminarda, Luogosano, Mirabella Eclano, Paternopoli, Sant'Angelo all'Esca.

## Demografia
| Variação demográfica do município entre 1861 e 2011                               |
|                                                                                   |
| Fonte: Istituto Nazionale di Statistica (ISTAT) - Elaboração gráfica da Wikipedia |